# Pseudathyma expansa
Pseudathyma expansa är en fjärilsart som beskrevs av Jan Kielland 1978. Pseudathyma expansa ingår i släktet Pseudathyma och familjen praktfjärilar. Inga underarter finns listade i Catalogue of Life.